# Ghiacciaio Bally
Il ghiacciaio Bally è uno ghiacciaio lungo circa 11 km situato nella regione meridionale della Terra di Oates, nell'Antartide orientale. Il ghiacciaio, il cui punto più alto si trova a circa 1900 m s.l.m., si trova nell'entroterra della costa di Shackleton e ha origine dal versante orientale dei monti Churchill, in particolare da quello del monte Blick, da cui fluisce verso nord fino a unire il proprio flusso a quello del ghiacciaio Jorda.

## Storia
Il ghiacciaio Bally è stato mappato da membri dello United States Geological Survey (USGS) grazie a fotografie aeree scattate dalla marina militare statunitense (USN) nel periodo 1960-62, ma è stato così battezzato solo in seguito dal Comitato consultivo dei nomi antartici in onore di John Belly, uno dei principali ricercatori del programma antartico statunitense e membro del team del progetto Advanced Telescope, condotto dal centro di ricerca astrofisica antartica, dal 1992 al 1995.